# Miroljub
Miroljub je somborski časopis. Bavi se mjesnom bačko hrvatskom zajednicom.
Izdaje ga Sekcija za njegovanje kulture i običaja bunjevačkih i šokačkih Hrvata HKUD-a "Vladimir Nazor" iz Sombora, čije je glasilo.
Izlazi od 1998. tromjesečno. 
U tom listu su tekstovi o radu HKUD-a "Vladimir Nazor" iz Sombora, o povijesnim događajima, o književnom stvarateljstvu članova HKUD-a i članova okolnih društava te aktualna mjesna događanja.
ISSN mu je 1452-5976.
Svojevremeno je imalo i internetsko izdanje na adresi – www.v-nazor.org.yu – danas nefunkcionalnom.
Ime je dobio po hrvatskom književniku Miroljubu Anti Evetoviću.
Glavni urednici su bili Matija Đanić i Josip Z. Pekanović. 2004. su u uredništvu lista bili i Antonija Čota, Cecilija Miler, Alojzije Firanj, Franjo Krajninger, Zoran Čota, Matija Đanić, Šima Raič i Marija Šeremešić, koji su i pisali tekstove, osim njih Đuro Lončar i drugi.

## Vanjske poveznice
- Miroljub  Arhivirana inačica izvorne stranice od 9. ožujka 2005. (Wayback Machine) (stara internetska adresa, danas neaktivna)
- Zapisi 25  Arhivirana inačica izvorne stranice od 21. kolovoza 2007. (Wayback Machine)
- Očuvanje i prenošenje tradicije  Arhivirana inačica izvorne stranice od 28. rujna 2007. (Wayback Machine)
- Hrvatska riječ Novi broj lista "Miroljub", 10. prosinca 2004.